# Отомо Ай
Отомо (-Ямамото) Ай  (яп. 大友 (-山本) 愛, 24 березня 1982) — японська волейболістка, олімпійська медалістка.

## Виступи на Олімпіадах
| Олімпіада   | Дисципліна | Місце |
| ----------- | ---------- | ----- |
| Афіни 2004  | волейбол   | =5    |
| Лондон 2012 | волейбол   | 3     |